# Catostomus platyrhynchus
Catostomus platyrhynchus (Cope, 1874) è una specie di pesce osseo facente parte della famiglia Catostomidae, presente nella parte occidentale dell'America del Nord.